# 江橋鎮
江橋鎮（こうきょうちん、簡体字: 江桥镇）は、中国の上海市嘉定区の鎮で、嘉定区、普陀区、長寧区の3区の境界付近に位置し、西は安亭鎮、北は南翔鎮に接していて、嘉定区で一番の要衝とされる。
江橋鎮は上海人民広場から15km、上海外環高速道路（上海外環線）より8km、上海虹橋国際空港より車で8分。滬寧高速道路（上海-南京間の高速道路）、滬寧線（上海駅-南京駅間の鉄道路線）、滬杭線（上海南駅-杭州駅）、312国道が通っている。